# リバンダ
リバンダ（モンゴ語:Líbanda）とは、コンゴのモンゴ族が行うレスリングの一種。
元々は戦士としての価値と抜け目のなさを測る手段であるが、娯楽でもある。フリースタイルレスリングと同じように、円形のリングの中で体全体で組み合う。相手を掴んだり、投げ技や足払いを使って相手を倒すと勝ちになる。手、足、頭突き等による打撃も許されてはいるが、実際にはあまり行われないという。
対戦する力士は、腕を前に振りながら、互いに相手に掴みかかる隙やタイミングを窺う。
試合の時にはドラムのビートに合わせて勇敢さと挑戦の歌を歌い、踊りや魔法、そして過去の英雄をたたえる儀式が行われる。リバンダの象徴はヒョウである。このため力士は白い塗料で全身に模様を描いて戦う。リバンダは武術というよりは、通過儀礼に近い。試合に勝つ事は、自分への勝利なのである。
リバンダは、奴隷と共に海を渡り、カポエイラの元になった武術の一つとみられている。